# کریستینا برگسترند
کریستینا برگسترند (انگلیسی: Kristina Bergstrand؛ زادهٔ ۴ اکتبر ۱۹۶۳) بازیکن هاکی روی یخ اهل سوئد است.